# کیم جونگ-مین (بازیکن بسکتبال)
کیم جونگ-مین (انگلیسی: Kim Jung-min؛ زادهٔ ۱۳ فوریهٔ ۱۹۷۲) بازیکن زن بسکتبال اهل کره جنوبی بود. وی در بازی‌های المپیک تابستانی ۱۹۹۶ شرکت کرده‌است.